# مارك مورغان (ملحن)
مارك مورغان (بالإنجليزية: Mark Morgan)‏ هو ملحن أمريكي، ولد في 22 أكتوبر 1961 في لوس أنجلوس في الولايات المتحدة.

## وصلات خارجية
- مارك مورغان على موقع IMDb (الإنجليزية)
- مارك مورغان على موقع ميوزك برينز (الإنجليزية)
- مارك مورغان على موقع ديسكوغز (الإنجليزية)